# Louis Guibert
Louis Guibert, né à Limoges, en Haute-Vienne, le 30 décembre 1840, et mort dans la même ville le 14 janvier 1904 est un érudit français.
Fonctionnaire municipal à Limoges, il s'est fait historien de la Haute-Vienne, a publié des recueils de poésies et été l’auteur de récits dans le domaine des contes et légendes de Limoges et de sa région.

## Une carrière de fonctionnaire, une œuvre d’érudit

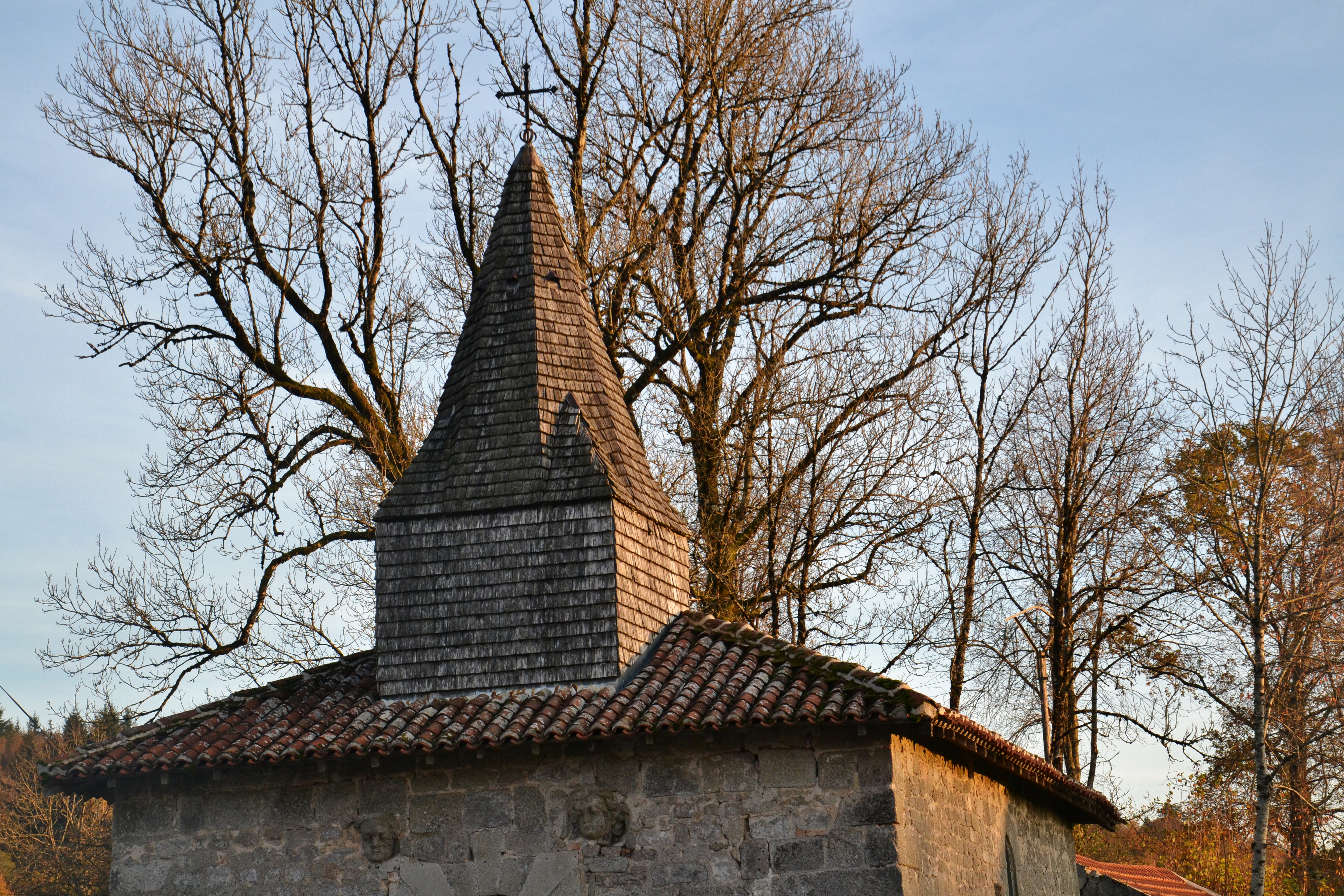
Vue de la chapelle située à Saint-Sylvestre, en Haute-Vienne, localité où se trouvait l'abbaye de Grandmont, aujourd'hui à l'état de ruines, à laquelle Louis Guibert a consacré d'importantes recherches

Louis Guibert est né à Limoges le 30 décembre 1840. C'est le fils de Georges Guibert (1804-1860), directeur du Mont de Piété, et de Jeanne Guibert. Ses ancêtres sont ajusteurs de la Monnaie de père en fils.
Il a fait ses études à Limoges ; il a été employé de préfecture à Limoges, à partir de 1860 ; il a démissionné en 1863 et il s’est installé à Paris, où il a passé quelques années dans l’espoir d’y mener une carrière d’écrivain.
Revenu en Limousin, et il a été, de 1866 à 1868, chef de cabinet du préfet de la Creuse Henri Tharreau, à Guéret ; après 1870, il est nommé secrétaire de la mairie de Limoges.
Il a alors commencé des travaux de recherche sur l’histoire régionale, ce qui l’a amené à écrire et à publier de nombreux ouvrages d'historiographie sur Limoges et sa région.
Louis Guibert est mort à Limoges, le 14 janvier 1904.

## Poésies, recherches historiques, contes et légendes
Une des œuvres de Louis Guibert qui a retenu l’attention a été son étude sur l'ordre de Grandmont et l'abbaye de Grandmont, qui est située dans une enclave de la Haute Marche.
Ses travaux — il y en a plus de cent — publiés dans diverses revues du Limousin ou parus chez des éditeurs limougeauds, ont touché à des domaines très divers : poésies et autres textes littéraires, études historiques liés aux « journaux » et « livres de raison », ouvrages historiques concernant les confréries et ordres religieux du Limousin, études historiques concernant la ville de Limoges et les villes et bourgs de la Haute-Vienne, ouvrages liés au « conte limousin » et aux légendes.

Voici ce que dit de Louis Guibert, à l’occasion de sa mort, le président de l'Académie des inscriptions et belles-lettres :
« Toute la vie de M. Guibert a été donnée à un même objet d'étude, sa province. Il a été, en qualité de secrétaire général, l'âme de la Société historique et archéologique du Limousin. Pendant une quarantaine d'années, il a produit des travaux aussi nombreux que variés : éditions de registres, de livres de raison et d'actes, catalogue des manuscrits du séminaire de Limoges, analyse d'un graduel du XIVe siècle, monographies de localités limousines, études de topographie historique sur Limoges… Il s'est attaché particulièrement à élucider l'histoire des institutions, au Moyen Âge et dans les derniers temps de l'Ancien Régime, et c'est par là surtout qu'il a rendu des services à l'histoire générale. Parmi ses publications, toutes issues de recherches originales, on met au premier rang son Histoire de l'ordre de Grandmont. »
Louis Guibert a également été journaliste. Il a publié certains textes sous le pseudonyme de Jules Bonnet. On peut se faire une idée du style de Guibert et des sujets qu'il aborde en lisant le début de Limoges qui s'en va — Le quartier Viraclaud.

## Œuvres

### Poésies et autres textes littéraires
- Crucifixa, Paris, E. Dentu, 1863
- Rimes franches, Paris, Librairie centrale, 1864
- Dolentia, Paris, Librairie centrale, 1865
- Les Employés de préfecture, Paris, F. Henry, 1870
- Notes de voyage. Mauvais jours. "Ex intimo". Poésies diverses, Paris, E. Lachaud, 1872
- Assurances sur la vie, notions pratiques, Limoges, Vve Ducourtieux, 1876
- Rimes couleur du temps, Paris, E. Dentu, 1877
- La cornichonnerie d'un malin cornichon, suivie de la Michonnerie. Défense de M. Louis Guibert. (La Queneucherie, 1er avril 1880), La Rochelle, Impr. de Deslandes, 1880
- L'Eau de ma cave. 2e lettre à la municipalité et au conseil municipal, Limoges, Impr. de A. Ussel et G. Tarnaud, 1882
- Rimes éparses : eaux-fortes et burins, fusains et pastels, Marseille, H. Aubertin et Cie, 1894
- Préfet modèle : saynète destinée au théâtre de l’Élysée, Limoges, Impr. de Perrette, 1902

### Ouvrages historiques liés aux «journaux» et «livres de raison»
- Le Livre de raison d'Étienne Benoist. 1426, Limoges, Vve H. Ducourtieux, 1882
- Jean Lafosse : Journal… 1649, Limoges, 1884
- Un mariage à Limoges en 1687, Limoges, Vve H. Ducourtieux, 1887
- (avec André Lecler), Livres de raison, registres de famille et journaux individuels limousins et marchois, publiés par M. Louis Guibert, avec le concours de MM. Alfred Leroux, Pierre et Jean de Cessac et l'abbé A. Lecler, Limoges, Vve H. Ducourtieux, 1888
- Le livre de raison des Baluze : registre domestique et chronique tulloise (1566-1641), suivi d'un Tableau généalogique de la famille Baluze (XVIe et XVIIe siècles), Tulle, Impr. de Crauffon, 1888
- De l’importance des livres de raison au point de vue archéologique sur Gallica, Caen, Henri Delesques, 1892
- (avec Alfred Leroux, J.-B. Champeval, l'abbé Lecler et Léonard Moufle) Nouveau recueil de registres domestiques limousins et marchois, publiés par M. Louis Guibert, Limoges, Vve H. Ducourtieux, 1895-1903
- Les archives de famille des Péconnet de Limoges, Limoges, Vve H. Ducourtieux, 1898

### Ouvrages historiques liés aux ordres et confréries religieux
- « Une page de l'histoire du clergé français au XVIIIe siècle. Destruction de l'ordre et de l'abbaye de Grandmont », Bulletin de la Société archéologique et historique du Limousin, t. XXIII,‎ 1874, p. 4-160 (lire en ligne), p. 197-304, 1876, tome XXIV, p. 1-368, 1877, tome XXV, Appendice, p. 33-384 (lire en ligne)
- Les Confréries de pénitents en France et notamment dans le diocèse de Limoges, Limoges, Impr. de Chapoulaud frères, 1879
- Coutumes singulières de quelques confréries et de quelques églises du diocèse de Limoges : représentations et mystères, processions et danses, les cornards de Payzac, Limoges, Impr. de Chapoulaud frères, 1879
- Les pénitents, Limoges, Impr. de Vve H. Ducourtieux, 1879
- Les Confréries de dévotion et de charité et les œuvres laïques de bienfaisance à Limoges avant le XVe siècle, Paris, H. Champion, 1883
- L’école monastique d'orfèvrerie de Grandmont et l'autel majeur de l'église abbatiale, notice accompagnée des deux inventaires les plus anciens du Trésor (1496-1515), Limoges, Vve H. Ducourtieux, 1888
- Notice sur le cartulaire de l'abbaye cistercienne d'Obazine, Tulle, Impr. de Crauffon, 1890
- Les anciennes confréries de la basilique de Saint-Martial, Limoges, Vve H. Ducourtieux, 1895
- Les sépultures de l'abbaye de St-Martin-lès-Limoges et la crosse de l'archevêque Geoffroi, Limoges, Vve H. Ducourtieux, 1898
- Un livre sur l'abbaye de Saint-Martial de Limoges, Limoges, Vve H. Ducourtieux, 1902